# Способности
Спосо́бности — свойства человека, являющиеся условиями успешного осуществления определённого рода деятельности.
Способности развиваются из задатков в процессе деятельности (в частности, учебной). Способности не сводятся к имеющимся у индивида знаниям, умениям, навыкам. Они обнаруживаются в быстроте, глубине и прочности овладения способами и приёмами некоторой деятельности и являются внутренними психическими регуляторами, обуславливающими возможность их приобретения. По В. Д. Шадрикову способности есть свойства функциональных систем, реализующих отдельные психические функции, имеющие индивидуальную меру выраженности и проявляющиеся в успешности и качественном своеобразии освоения и реализации деятельности. Способности, вместе с задатками и ресурсами входят в одну область психики, психических явлений человека, связанную и направленную на обеспечение всякого рода деятельности, жизнедеятельности вообще, включая жизнестойкость.
1.	Интеллектуальные способности — связаны с умением воспринимать, обрабатывать информацию и решать задачи. К ним относятся логическое мышление, внимание, память.
2.	Творческие способности — это способности к созданию нового, оригинального, таких как художественное творчество или изобретательность.
3.	Физические способности — связаны с физической выносливостью, силой и координацией движений. Например, в спорте или танцах.
4.	Социальные способности — способности, которые помогают людям эффективно взаимодействовать в обществе, строить отношения, работать в команде.

## К вопросу об определении
Рассмотренное в начале статьи определение[какое?] способностей является общепризнанным[кем?]. Данное определение[какое?] способностей можно уточнить и расширить в части «Способности не сводятся к имеющимся у индивида знаниям, умениям, навыкам». Эти признаки (ЗУН), несомненно, характеризуют способности, но не определяют их в полной мере. Что превращает знания, умения и навыки в способности? Н. А. Рейнвальд[кто?] считает, что способности являются, по сути, продолжением развития черт характера и относятся к высшим уровням организации личности, которая и выступает условием успешности, ставя знания, умения и навыки на службу деятельности.
Есть необходимость отделить способности также от психических процессов, реализующих психические функции. Например, очевидно, что память выражена у разных людей в разной мере. Память необходима для успешного выполнения некоторых видов деятельности, но память не считается способностью сама по себе. Для различения психической функции и способности наиболее уместна такая точка зрения: если речь идёт об уровне развития, об успешности деятельности, которая обеспечена степенью выраженности данного качества (интенсивности и адекватности протекания психического процесса), то имеется в виду способность, а если описывается только специфика протекания и предназначение, то так обычно характеризуются процессы (функции). Поэтому память, ощущение, восприятие, представление, мышление, воображение, внимание — это психические процессы. А их особая организация (когнитивные стили, когнитивные схемы), специфика (ориентированность на вид деятельности) и мобилизация сил (роль личности) для выполнения определённой деятельности, которые вкупе обеспечивают достижение необходимого результата ценой минимальных затрат, воспринимаются нами в итоге как способность (интеллект).
Иначе строятся смысловые отношения понятий «темперамент» и «способности». Люди различаются по типу темперамента, при этом выраженность того или иного темперамента может способствовать или препятствовать выполнению определённой деятельности. Например, холерику трудно будет заниматься деятельностью, для которой требуется усидчивость. Темперамент не является знанием, умением или навыком. Очевидно, что темперамент — не способность сам по себе, но выступает в качестве психофизиологической основы большинства способностей, как специальных, так и общих, то есть, темперамент входит в структуру задатков. При этом известно также[кому?], что сила, как характеристика темперамента, является важным условием для выполнения большинства видов деятельности.

### Задатки–способности–ресурсы
С конца 1980-х, начала 1990-х годов доминирующей проблемой в изучении деятельности в части задатков, способностей и других родственных явлений в зарубежной и в отечественной психологии стала проблема ресурсов, перечень и содержание которых интерпретируется специалистами крайне широки.
Сопоставляя контексты обсуждения соотношений задатков, способностей и ресурсов, выделяются существенные моменты, указывающие на единство феноменологии этих явлений. Наиболее важные из них:
• задатки понимаются как врождённые анатомо-морфологические особенности человека как индивида; о них говорят в отношении детей младшего возраста.
• способности связывают с конкретной деятельностью, предлагающей средства и условия их становления и развития; о способностях говорят в отношении детей среднего и старшего возраста; в отношении молодых людей добавляют уточняющую характеристику – «профессиональные способности».
• ресурсы обсуждаются в отношении лиц зрелого возраста, активно включённых в разные сферы жизнедеятельности, проявляющих целенаправленную активность, сопряжённую с высокими психофизиологическими затратами.

## Условия формирования способностей
В основе любых способностей лежат задатки. Под задатками понимаются первичные, природные (биологические) особенности, с которыми человек рождается и которые созревают в процессе его развития. Это, главным образом, врождённые анатомические и физиологические особенности строения тела, двигательного аппарата, органов чувств, нейродинамические свойства мозга, особенности функциональной асимметрии больших полушарий и др. Именно своеобразие индивидных характеристик выступает в качестве природных задатков. Задатки не заключают в себе способностей и не гарантируют их развития. Они могут превратиться и не превратиться в способности, в зависимости от воспитания и деятельности человека. При отсутствии надлежащего воспитания и деятельности даже большие задатки не станут способностями, а при соответствующем воспитании и деятельности даже из небольших задатков могут развиться способности достаточно высокого уровня.
Б. М. Теплов указывает на некоторые условия формирования способностей. Сами по себе способности не могут быть врождёнными. Врождёнными могут быть только задатки. Задатки Теплов понимал, как некоторые анатомо-физиологические особенности. Задатки лежат в основе развития способностей, а способности являются результатом развития.
Если способность сама по себе не врождённая, следовательно, она формируется в постнатальном онтогенезе (важно обратить внимание на то, что Теплов разделяет термины «врождённый» и «наследственный»; «врождённый» — проявляющийся с момента рождения и формирующийся под воздействием как наследственных, так и средовых факторов, «наследственный» — формирующийся под воздействием факторов наследственности и проявляющийся как сразу после рождения, так и в любое другое время жизни человека).
Способности формируются в деятельности. Теплов пишет, что «…способность не может возникнуть вне соответствующей конкретной предметной деятельности» . Таким образом, к способности относится то, что возникает в соответствующей ей деятельности. Оно же влияет на успешность выполнения данной деятельности. Способность начинает существовать только вместе с деятельностью. Она не может появиться до того, как началось осуществление соответствующей ей деятельности. Таким образом, способности не только проявляются в деятельности, они в ней и создаются.

## Способности и индивидуальные различия
У каждого человека разные «наборы» способностей. Индивидуально-своеобразное сочетание способностей формируется в течение всей жизни и определяет своеобразие личности. Успешность деятельности обеспечивается также наличием того или иного сочетания способностей, работающего на результат. В деятельности одни способности могут заменяться другими — схожими по проявлениям, но отличающимися по своему происхождению. Успешность одной и той же деятельности может обеспечиваться разными способностями, поэтому отсутствие одной способности может быть скомпенсировано наличием другой или даже целого комплекса. Поэтому индивидуальное своеобразие комплекса отдельных способностей, обеспечивающих успешное выполнение деятельности, принято называть «индивидуальный стиль деятельности». В современной психологии чаще стали говорить о компетенциях, как интегративных качествах (способностях), которые направлены на достижение результата. Можно сказать, что компетенции — это способности с точки зрения работодателей.

## Способности и склонности
Ещё один термин, употребляемый Тепловым — склонности. Склонности представляют собой определённые отношения человека к деятельности. «…Способности не существуют вне определённых отношений человека к действительности, так же как и отношения реализуются не иначе как через определённые склонности» . Приведённая цитата свидетельствует о том, что склонности и способности тесно взаимосвязаны. Склонности представляют собой мотивационный компонент деятельности. Поэтому, без наличия склонности определённая деятельность может и не начаться, и способность, соответственно не сформируется. С другой стороны, если не будет успешной деятельности, склонности человека не будут опредмечены.

## Способности и одарённость
Одарённость — это «качественно-своеобразное сочетание способностей, от которого зависит возможность достижения большего или меньшего успеха в выполнении той или другой деятельности». Представляет собой комплексное явление, образованное сочетанием и взаимодействием  различных способностей, обеспечивающее выполнение человеком деятельности определённого вида. Одарённость обеспечивает не успех в какой-либо деятельности, а только возможность достижения этого успеха.

## Виды одарённости
(В одном субъекте может существовать несколько видов одаренности)
В.В. Щорс выделяет такие виды одарённости детей:
1. Художественная одарённость в свою очередь делятся на одарённость в области актёрского мастерства, литературы, музыки, искусства, скульптуры, технике и основывается на эмоциональной сфере.
2. Творческая одарённость проявляется в нестандартном видении мира и в нешаблонного мышления.
Существует 4 признака творческой одарённости:
- оригинальность идей и продуктов — необычное и нестандартное решение любых проблем.
- способность находить идеи в новых и сложных ситуациях — нестандартное видение предмета, использование его функций в какой-то новой ситуации.
- образная гибкость мышления — способность изменить форму объекта так, чтобы увидеть новые его возможности.
- семантическая или словесная гибкость мышления проявляется в детском возрасте в форме повышенной чувствительности к речи. Ребёнок относится к новым формам слова и высказываний как к живым объектам.

3. Социальная (лидерская) одарённость — исключительная способность выстраивать долговременные, конструктивные взаимоотношения с другими людьми.
4. Интеллектуальная и академическая одарённость — способность анализировать, мыслить, сопоставлять факты. Ребёнок с данными способностями может показывать чрезвычайные способности к обучению.
5. Двигательная (психомоторная) одарённость — исключительно спортивные способности.
6. Духовная одарённость связана с моральными качествами, альтруизмом.
7. Практическая одарённость проявляется в том, что люди, которые с большим успехом пользуются интеллектом в повседневной жизни, не обязательно на работе доминируют в решении проблем, где задействовано абстрактное мышление, и академические способности не всегда указывают на интеллект.

## Соотношение способностей и потребностей
Способности и потребности представляют собой комплексное, континуально организованное образование. В рамках этого образования строгой, однозначной взаимообусловленности способностей и потребностей не существует; их реальное соотношение является много-многозначным. «Часто бывает так, что какая-то способность индивида оказывается применимой для удовлетворения нескольких потребностей, причём не только сходных между собой, но и существенно отличающихся друг от друга. Точно так же удовлетворение определённой потребности человеческого существа может происходить посредством актуализации более или менее широкого круга в какой-либо мере соответствующих ей способностей». Уровни развития способностей и потребностей индивида могут существенно различаться. В связи с этим отдельные составляющие комплекса способностей и потребностей бывают либо недостаточными, либо избыточными (а потому — ограниченными в своей реализации) по отношению друг к другу. Данное обстоятельство определяет необходимость в частичном восполнении или полной замене одних — недостаточно развитых — составляющих комплекса способностей и потребностей другими, то есть в их компенсации. В каждом случае составляющим этого комплекса присущи конкретные качественные и количественные характеристики, выявление которых выступает важным условием для того, чтобы судить о возможности протекания и о главенствующих параметрах процессов ограничения и компенсации способностей и потребностей.

## Закон ограничения и компенсации способностей и потребностей
Ограничение и компенсация способностей и потребностей происходит в соответствии с законом, который формулируется следующим образом: «Компенсация ограниченных способностей или потребностей другими возможна только при совпадении их качественных и расхождении количественных характеристик». Этот закон может быть представлен и в другом варианте: «ограничиваться и компенсироваться могут только те способности и потребности, качественные характеристики которых совпадают, а количественные — расходятся».
Из данного закона проистекают четыре следствия:
1. Избыточность по отношению друг к другу совпадающих по качеству способностей или потребностей ограничивает возможность их актуализации.
2. Недостаточность по отношению друг к другу совпадающих по качеству способностей или потребностей определяет возможность их частичной компенсации.
3. Избыточность способностей и недостаточность совпадающих с ними по качеству потребностей компенсируется за счёт актуализации качественно иных потребностей.
4. Недостаточность способностей и избыточность совпадающих с ними по качеству потребностей компенсируется за счёт актуализации качественно иных способностей»[19].

## Модель способностей В. Д. Шадрикова
В. Д. Шадриковым было разработано теоретическое представление способностей человека, включающее их состав, механизмы реализации и уровни .
В составе способностей Шадриковым были выделены составляющие:
- ощущения (сенсорные процессы);
- восприятия (перцептивные процессы);
- памяти (мнемические процессы);
- представления (представление как психический процесс);
- воображения (имажинитивные процессы);
- мышления (мыслительные процессы);
- внимания (аттенционные процессы);

три вида механизмов:
1) функциональные;
2) операционные;
3) регулирующие;
и три уровня способностей:
- индивида,
- субъекта деятельности,
- личности.

Функциональные механизмы относятся к уровню способностей человеческого индивида  и детерминированы его онтогенетической эволюцией и природной организацией.
Операционные механизмы относятся к характеристикам способностей человека как субъекта деятельности. Они не содержатся изначально в самом мозге - субстрате сознания, формируются и усваиваются индивидом в процессе воспитания, образования, в общей его социализации и носят конкретно-исторический характер. Операционные механизмы существуют как система интеллектуальных операций, осознанных психических действий, направленных на познание и разрешение задач.
Под регулирующими механизмами понимается умение субъектом управлять собственными способностями. Они реализуются как внешняя регуляция (мотивы, установки, интересы, убеждения) и как внутренняя (осознанное использование интеллектуальных операций). Чем более развиты способности, тем менее заметны контролирующие действия. Это также было показано в исследовании В.Д.Шадрикова и Л.В.Черемошкиной . Регулирующие механизмы реализуют метаинтеллектуальные процессы, представляющие собой метакогнитивные процессы.
Шадриков предлагает классификацию интеллектуальных операций по психическим процессам, в которые они включены:
- интеллектуальные операции восприятия, памяти, мышления (группировка, структурирование, выделение опорных пунктов, классификация, систематизация, аналогии, перекодирование, сериация, ассоциации, достраивание, схематизация, построение мнемического плана, упорядоченное сканирование, повторение);
- интеллектуальные операции предметно-практического мышления (предметное манипулирование, различение, сопоставление, сравнение, анализ, синтез и т.д.);
- интеллектуальные операции понятийного мышления (абстрагирование, интеллектуализация понятий, раскрытие отношений, обоснование, категоризация и др.).

Для метаинтеллектуальных процессов выделены такие интеллектуальные операции, как:
целеполагание, принятие решений, прогнозирование, планирование, программирование, контроль, саморефлексия и др.
В развития способностей автор выделяет 5 основных направлений:
1. созревание и развитие функциональных систем, реализующих отдельные психические функции;
2. научение интеллектуальным операциям – формирование операционных механизмов способностей;
3. управление собственными способностями;
4. придание способностям черт оперативности, тонкого приспособления к условиям деятельности;
5. постановка способностей под контроль нравственных устоев личности.